# Helmholtzia
Helmholtzia is een geslacht uit de familie Philydraceae. De soorten komen voor in Australië, Indonesië en Nieuw-Guinea. Het geslacht is vernoemd naar de Duitse medicus en natuurkundige Hermann von Helmholtz.

## Soorten
- Helmholtzia acorifolia F.Muell.
- Helmholtzia glaberrima (Hook.f.) Caruel
- Helmholtzia novoguineensis (K.Krause) Skottsb.